# Uncle Pen Vandiver
Pendleton „Uncle Pen“ Vandiver (* 1869 im Butler County, Kentucky; † Juni 1932) war ein US-amerikanischer Old-Time-Musiker. Vandiver wird vor allem zugeschrieben, Bill Monroe, den „Vater des Bluegrass“, stark beeinflusst zu haben.

## Leben
Über Vandivers frühes Leben ist nicht viel bekannt. Er wurde 1869 in Kentucky als eines von zehn Kindern geboren. Seine jüngste Schwester war Melissa, die später Buck Monroe heiraten sollte und neben Bill Monroe auch Charlie Monroe und Birch Monroe gebären sollte. Vandiver heiratete Anna Belle Johnson, mit der er einen Sohn Cecil und eine Tochter hatte. In diesen Jahren verdiente Vandiver seinen Lebensunterhalt als Farmer. Nachdem Vandivers Familie allesamt gestorben war, zog er in die Nachbarschaft seiner Schwester und deren Mann Buck, die eine Farm in Rosine, Kentucky, hatten. Vandivers kleine Hütte lag auf einem Hügel, der sich vor dem Dorf erhob.
Es war vor allem in den kleinen Gemeinden im Ohio County, in denen Vandiver große Bekanntheit als Old-Time-Fiddler erhielt. Er trat auf Barn Dances und Square Dances auf, bei denen er oft von dem jungen Bill Monroe an der Mandoline und der Gitarre begleitet wurde. Vandiver war der erste Fiddler, den Monroe je in seinem Leben hörte und übte einen dementsprechend großen Einfluss auf ihn aus. Monroe selbst schrieb 1972 zu seinem Album Bill Monroe’s Uncle Pen, das seinen Onkel ehrte, über Vandiver: „He was one of Kentucky’s finest old-time fiddlers. And he had the best shuffle  with the bow I’d ever seen.“
Nach dem Tod seiner Schwester und seines Schwagers nahm Vandiver seine Neffen und Nichten für einige Zeit zu sich, obwohl er körperlich in seinen letzten Jahren behindert war. Ein Esel hatte ihn von dessen Rücken geworfen, nachdem der Esel sich vor einem heranfahrenden Zug erschreckt hatte.
Pendleton Vandiver starb 1932 im Alter von 63 Jahren. Bill Monroe war zu dieser Zeit in Chicago, da er dort für eine Ölraffinerie arbeitete. Zu Ehren Vandivers schrieb Monroe den Song Uncle Pen, dessen Refrain wie folgt lautet:
„Late in the evenin’ about sundown

High on the hill and above the town

Uncle Pen played the fiddle

Lord, how it’d ring

You could hear it talk

You could hear it sing“